# US-Bangla Airlines
US-Bangla Airlines (bengalisch ইউএস-বাংলা এয়ারলাইন্স) ist eine Fluggesellschaft aus Bangladesch mit Sitz in Dhaka.

## Geschichte
US-Bangla Airlines wurde 2013 gegründet und nahm am 17. Juli 2014 mit zwei De Havilland DHC-8-400 und zwei Inlandsflügen den Flugbetrieb auf.
Im März 2019 übernahm US-Bangla Airlines mit einer ATR 72-600 erstmals in ihrer Geschichte eine fabrikneue Maschine.

## Flugziele
US-Bangla Airlines fliegt ab ihrer Basis in Dhaka innerhalb Bangladeschs die zwei anderen internationalen Flughäfen Chittagong und Sylhet sowie die fünf Inlandsflughäfen Cox’s Bazar, Jessore, Rajshahi, Saidpur und Barisal in allen Teilen von Bangladesch an.

## Flotte
Mit Stand Februar 2024 besteht die Flotte der US-Bangla Airlines aus 19 Flugzeugen mit einem Durchschnittsalter von 10,7 Jahren:

Eine Boeing 737-800 der US-Bangla Airlines

| Flugzeugtyp            | Anzahl | bestellt | Anmerkungen                             | Sitzplätze | Durchschnittsalter (Februar 2024) |
| ---------------------- | ------ | -------- | --------------------------------------- | ---------- | --------------------------------- |
| Airbus A330-300        | 2      |          | Geleast bis 2029 von Hi Fly             | 436        |                                   |
| ATR 72-600             | 10     |          | einer inaktiv                           | 70 78      | 5,4 Jahre                         |
| Boeing 737-800         | 07     | 2        | eine inaktiv; mit Winglets ausgestattet | 164 189    | 14,8 Jahre                        |
| De Havilland DHC-8-400 | 02     |          | inaktiv                                 | 76         | 23,1 Jahre                        |
| Gesamt                 | 19     | 4        |                                         |            | 10,7 Jahre                        |

## Zwischenfälle

Das verunglückte Flugzeug am 17. Juli 2014

- Am 12. März 2018 verunglückte eine De Havilland DHC-8-400 der US-Bangla Airlines während der Landung auf dem Flughafen Kathmandu. Das Flugzeug fing Feuer; an Bord befanden sich 71 Menschen (siehe auch US-Bangla-Airlines-Flug 211).[5]